# Olivier Thévenin
Olivier Thévenin (ur. 25 lutego 1968 roku w Orleanie) – francuski kierowca wyścigowy.

## Kariera
Thévenin rozpoczął karierę w międzynarodowych wyścigach samochodowych w 1987 roku od startów w Francuskiej Formule Renault Turbo, gdzie odniósł jedno zwycięstwo. Z dorobkiem 36 punktów uplasował się na dziewiątej pozycji w klasyfikacji generalnej. W późniejszych latach Francuz pojawiał się także w stawce Francuskiej Formuły 3, Grand Prix Monako Formuły 3, Japońskiej Formuły 3, Grand Prix Makau, French Supertouring Championship, Global GT Championship, 24-godzinnego wyścigu Le Mans, FIA GT Championship oraz French GT Championship